# Sandomierz
Sandomierz (in lingua latina e in italiano antico: Sandomiria, in tedesco: Sandomir) è una città polacca del distretto di Sandomierz nel voivodato della Santacroce.
Ricopre una superficie di 28,8 km² e nel 2006 contava 25 646 abitanti.
Sandomierz è il punto di partenza, dalla Chiesa di San Jacopo, del Cammino di Piccola Polonia.

## Storia
La città fu fondata nel Medioevo durante il regno della dinastia Piast in Polonia. Nel XII secolo, Sandomierz era una delle tre principali città del Regno di Polonia, accanto a Cracovia e Breslavia. Sandomierz era una città reale nella Corona del Regno di Polonia e per centinaia di anni la capitale del voivodato di Sandomierz, la parte storica di Piccola Polonia.
Sandomierz è inoltre nota per l'Accordo di Sandomierz, firmato il 14 aprile 1570 tra le tre confessioni protestanti polacche: luterani, calvinisti e Fratelli Boemi.

## Cultura
A Sandomir è ambientato il terzo atto del Boris Godunov di Musorgskij. Vi si rifugia Grigorij, il falso Dmitrij, e prepara l'assalto a Mosca.

### Media

#### Televisione
A Sandomierz è ambientata e girata la serie televisiva polacca Ojciec Mateusz, ispirata all'italiana Don Matteo.

## Galleria d'immagini

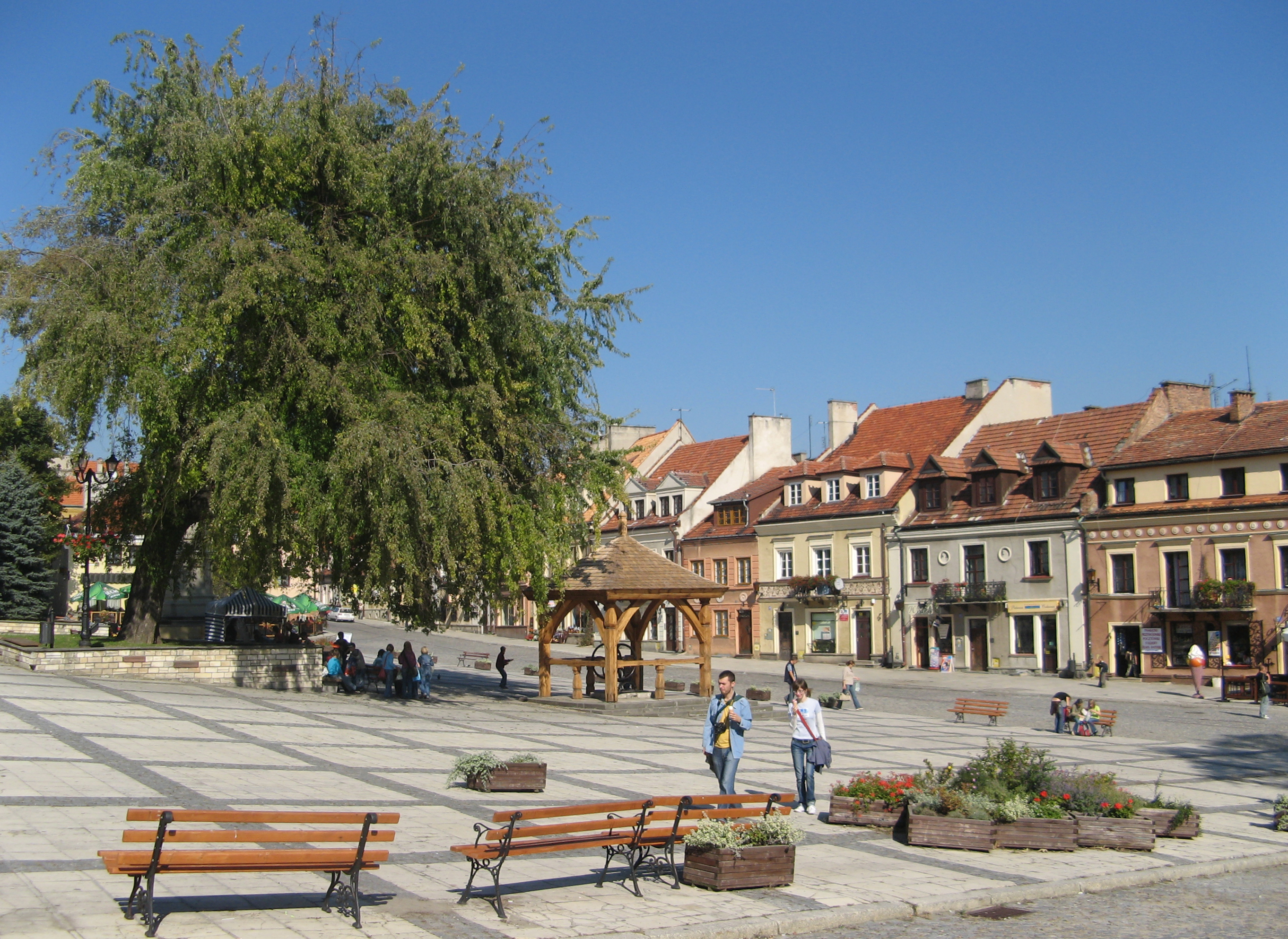
Piazza del Mercato (Rynek)
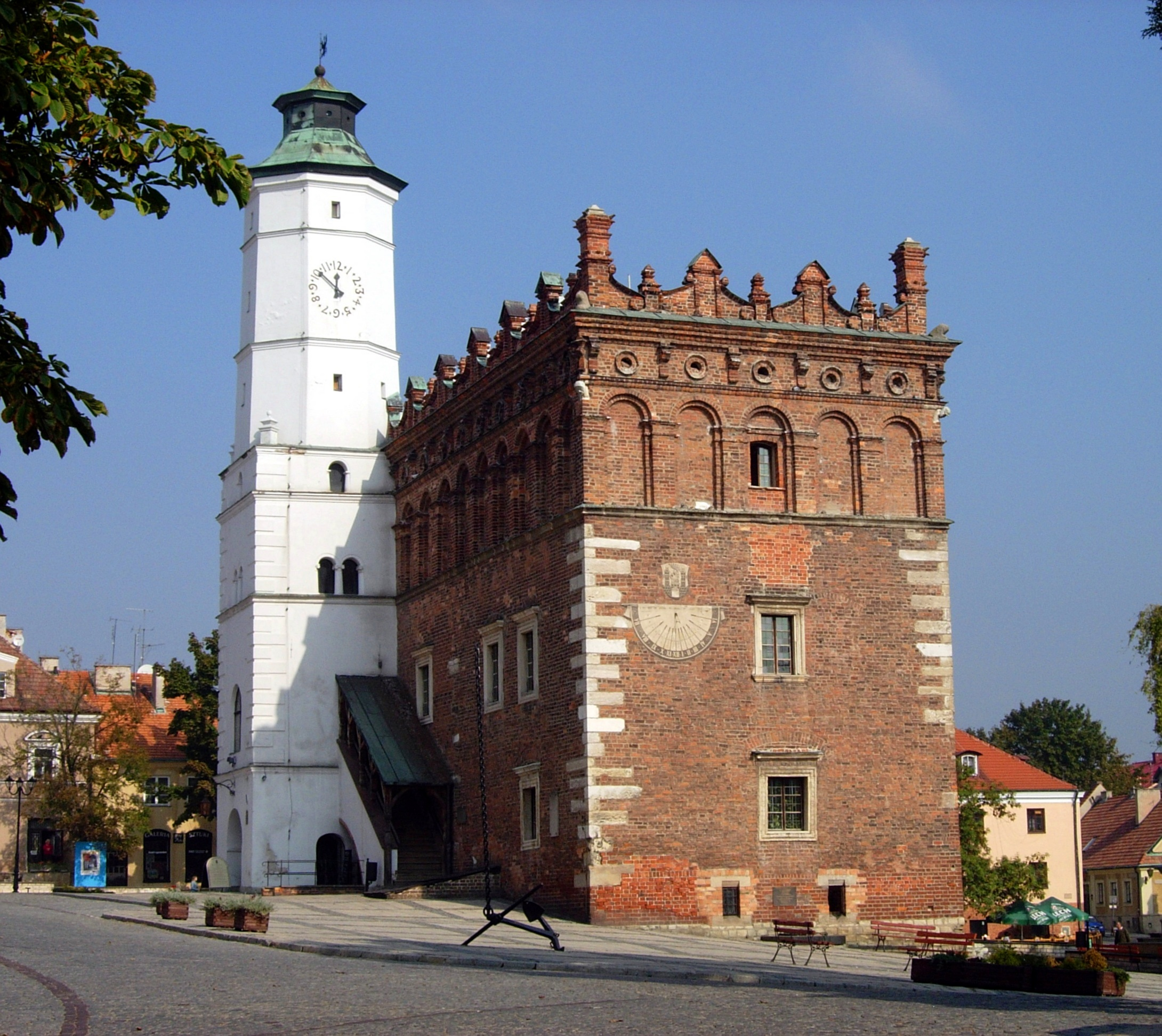
Municipio (Ratusz)
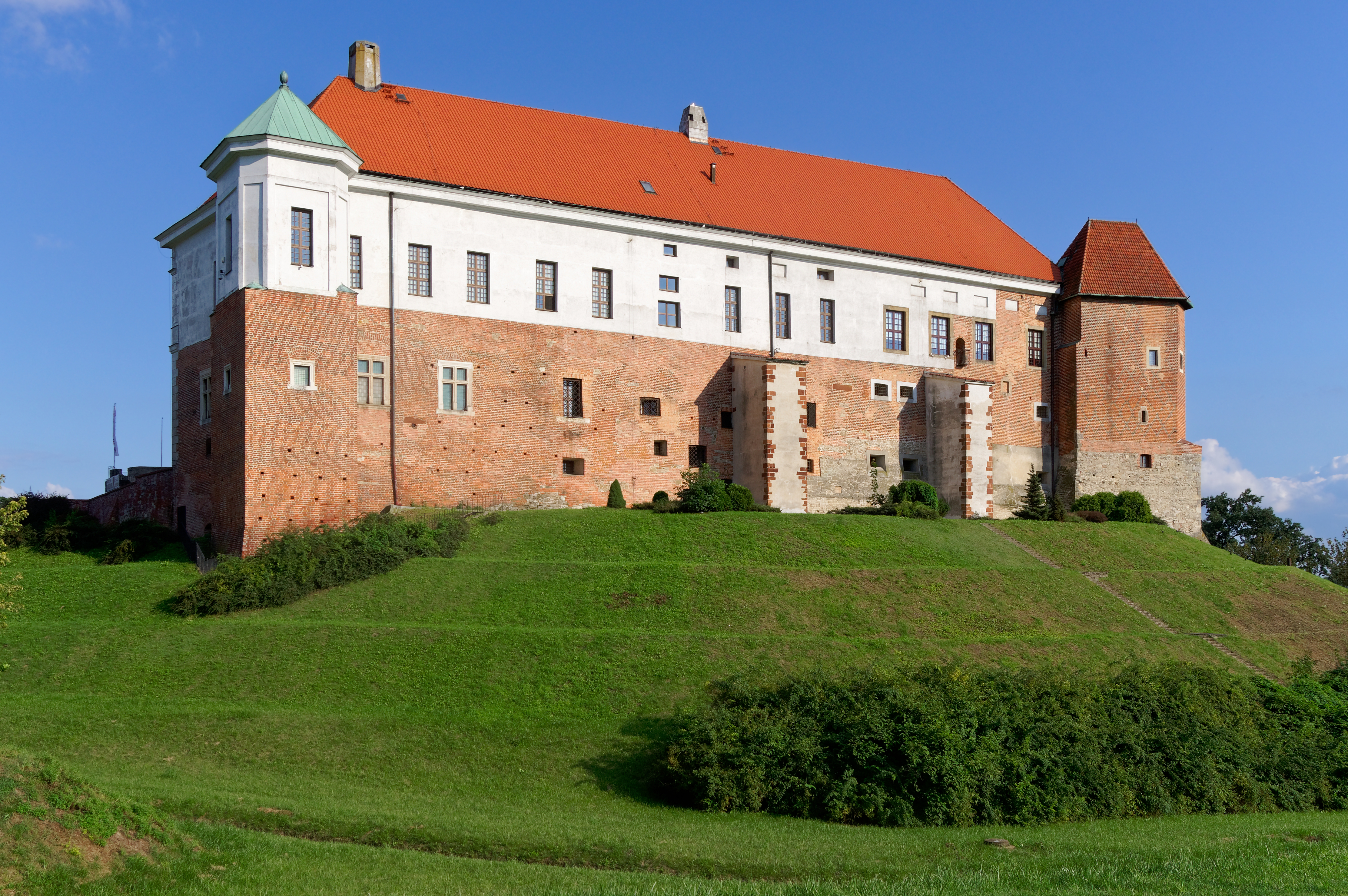
Il castello reale (Zamek królewski), ora un museo
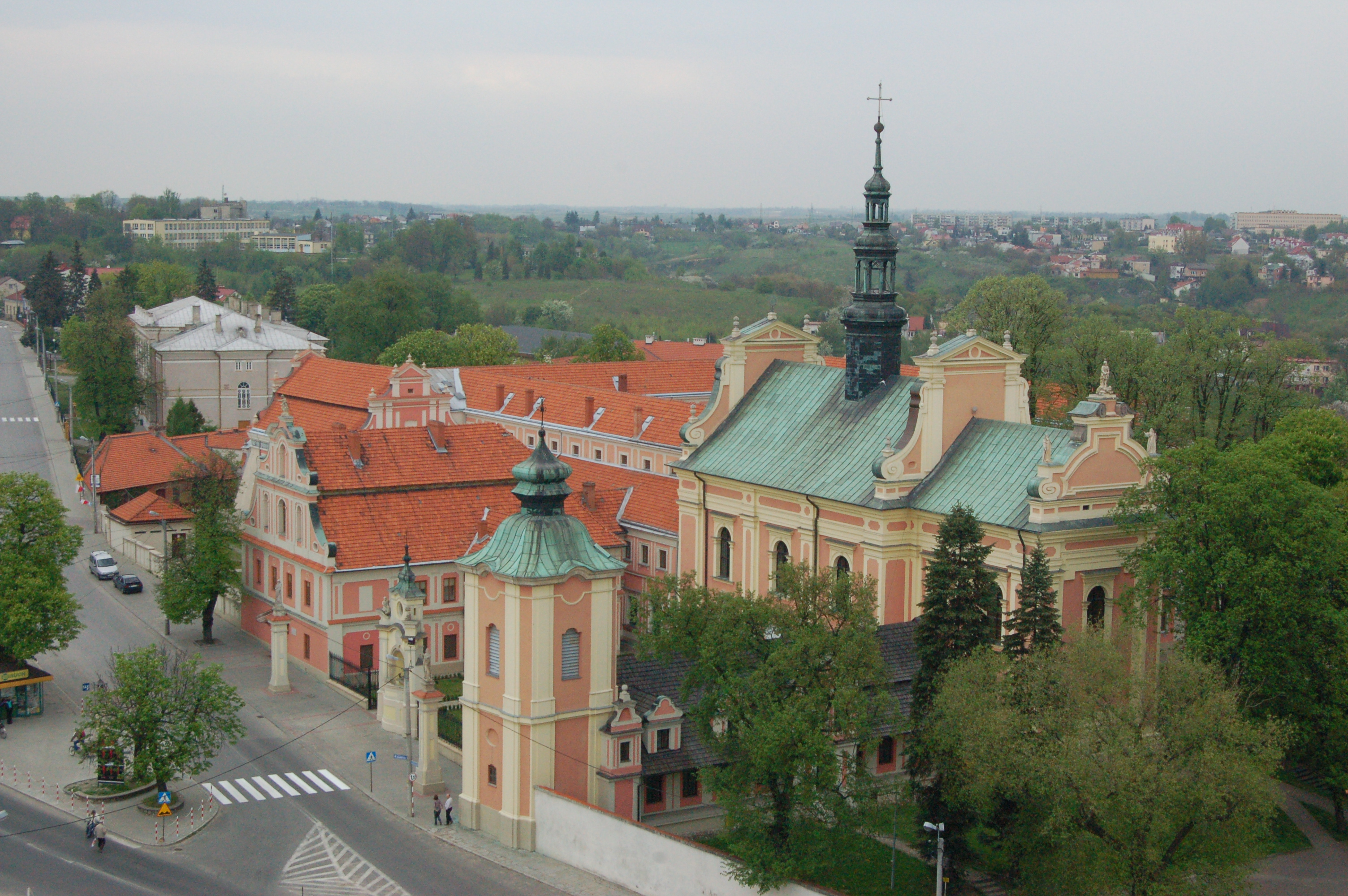
Chiesa di San Michele Arcangelo